# Album Seven by Rick
Album Seven by Rick – siódmy album muzyczny piosenkarza Ricky’ego Nelsona wydany w 1962 roku przez Imperial Records. Album ten nie zyskał tak dużej popularności jak wcześniejsze wydania Nelsona, takie jak: Rick Is 21 czy Ricky.

## Utwory
| A1 | Summertime              | 2:12 |
| A2 | Congratulations         | 2:16 |
| A3 | Baby You Don’t Know     | 1:48 |
| A4 | I Can’t Stop Loving You | 2:38 |
| A5 | Excuse Me Baby          | 2:38 |
| A6 | History Of Love         | 2:03 |
| B1 | Today’s Teardrops       | 2:06 |
| B2 | Mad Mad World           | 2:01 |
| B3 | Thank You Darling       | 1:37 |
| B4 | Poor Loser              | 2:21 |
| B5 | Stop Sneakin' 'Round    | 2:42 |
| B6 | There’s Not A Minute    | 2:24 |